# Fayez Banihammad
Fayez Rashid Ahmed Hassan al-Qadi Banihammad (arabiska: فايز راشد احمد حسن القاضي بني حمد), född 19 mars 1977 i Förenade Arabemiraten, utpekades av FBI som en av kaparna av flygplanet United Airlines Flight 175 som flög in i World Trade Centers södra torn den 11 september 2001.